# William Stewart Mitchell D’Urban
William Stewart Mitchell D’Urban (* 29. Juli 1836; † 20. Januar 1934) war ein britischer Naturforscher.
Er wurde in Topsham in der Grafschaft Devon (Cornwall) geboren und ist ein Enkel des britischen Generals und Kolonialbeamten Sir Benjamin D’Urban. Der Großteil seiner Jugend verbrachte er bei seinem Großvater anfangs in Wynberg, Südafrika, und später in Kanada. Dort verlor er durch Scharlach sein Gehör. In King William’s Town, Südafrika, sammelte er während eines einjährigen Aufenthalts zusammen mit seinen Eltern 1860–61 Schmetterlinge und Farne. 1878 führte er archäologische Grabungen am River Axe durch, an dem steinzeitliche Werkzeuge gefunden wurden. Am Albert Memorial Museum in Exeter war er der erste Kurator. Seine Farnsammlung mit 593 Blättern wird heute im Museum verwahrt.
Zu seinen Ehren wurde die heute zwei Arten umfassende Schmetterlingsgattung Durbania, Trimen 1862, benannt.

## Werke (Auswahl)
- W. S. M. D’Urban & Murray A. Mathew: The Birds of Devon, coloured plates and photographic illustrations, original decoration cloth, gilt, 1892
- W. S. M. D’Urban: The Zoology of Barents Sea, The Annals and Magazine of Natural History, No. 34. October 1880. Vol. VI. Fifth Series. London, 1880. Seite 253–277
- W. S. M. D’Urban & Robert Bell: Contributions to Canadian natural history, 1860
- W. S. M. D’Urban: On the order Lepidoptera, with the description of two species of Canadian butterflies, Can. Nat. & Geol. 2, 1857, Seite 223–236